# مارتین بوگلیونه
مارتین بوگلیونه (انگلیسی: Martin Buglione؛ زادهٔ ۱۹ ژوئن ۱۹۶۸) بازیکن فوتبال اهل بریتانیا است.
از باشگاه‌هایی که در آن بازی کرده‌است می‌توان به باشگاه فوتبال مارگیت، باشگاه فوتبال همپتون و ریچموند بورو، باشگاه فوتبال دارتفورد، باشگاه فوتبال بورم‌وود، باشگاه فوتبال تاروک، باشگاه فوتبال تونبریج آنجلز، باشگاه فوتبال ولینگ یونایتد، باشگاه فوتبال سیتینگبورو، باشگاه فوتبال سنت جانستون، باشگاه فوتبال ابسفلیت یونایتد، باشگاه فوتبال گریت واکرینگ راورز، باشگاه فوتبال دیل تاون، باشگاه فوتبال مایدستون یونایتد، باشگاه فوتبال اریث و بلودر، و باشگاه فوتبال انفیلد ۱۸۹۳ اشاره کرد.